# Zeil (Gemeinde St. Martin)
Zeil ist eine Ortschaft in der Marktgemeinde St. Martin im Bezirk Gmünd in Niederösterreich mit 115 Einwohnern (Stand 1. Jänner 2024).

## Geografie
Das kleine Dorf links der Lainsitz besteht, wie der Ortsname verrät, aus einer Häuserzeile, die sich längs der Lainsitz erstreckt. Zeil liegt an dem der Ortschaft St. Martin gegenüberliegenden Ufer und wird durch die Gmünder Straße, die sich hier parallel zur Lainsitz erstreckt, vom Hauptort abgetrennt.
Am 1. April 2020 umfasste die Ortschaft 43 Adressen.

## Geschichte
Im 13. Jahrhundert waren hier die Ritter von Luensnitz, Lehensritter der Kuenringer, ansässig. Hier stand auch der Burgstall, an den noch die Riedbezeichnung Schlossberg erinnert, die zu einem Vierkanthof an der Straße gehört. Von dem Rittersitz sind keine steinernen Reste zu finden, da er wahrscheinlich zur Gänze aus Holz bestand.
Vor 1848 war das Dorf, das damals auch als Zeilerschütt bezeichnet wurde, ein Teil des Amtes St. Martin und damit der Herrschaft Weitra unterstellt und auch die Landgerichtsbarkeit wurde von der Herrschaft Weitra ausgeübt.
Laut Adressbuch von Österreich waren im Jahr 1938 in Zeil ein Schmied, ein Tischler, ein Wagner und mehrere Landwirte ansässig.
Die Ortschaft Zeil war schon vor der Kommunalreform in Niederösterreich in den Jahren 1971 und 1972 ein Teil der Gemeinde St. Martin und daher von der Zusammenlegung der Gemeinde mit der Nachbargemeinde Langfeld mit Wirkung vom 1. Jänner 1971 nicht direkt betroffen.